# The Spirit of Jazz Cosmos Arkestra (WUHY Radio, 1978)
The Spirit of Jazz Cosmos Arkestra at WUHY, 1978 (Alternativtitel The Spirit of Jazz Cosmos Arkestra (WUHY Radio, 1978)) ist ein Jazzalbum von Sun Ras Spirit of Jazz Cosmos Arkestra. Die in den Studios des öffentlichen Rundfunks WUHY-FM in Philadelphia wahrscheinlich im Juli 1978 entstandenen Aufnahmen erschienen am 6. März 2019 als Download auf Enterplanetary Koncepts. Es gilt als erstes – und bisher einzig bekanntes – aufgezeichnetes Dokument von Byard Lancaster im Arkestra.

## Hintergrund
Wenige Monate nach seinem Italien-Aufenthalt nahm Sun Ra mit seinem Arkestra die Alben Sound Mirror, Of Mythic Worlds und Lanquidity auf; in dieser Zeit, wahrscheinlich im Juli 1978, trat Sun Ra mit einem erweiterten Arkestra bei einem Konzert in den WUHY-Rundfunkstudios in Philadelphia auf. WUHY-Produzentin Anna Mintz nannte die Show in einer Voiceover-Einführung „eines der heißesten Dinge, die hier passiert sind, seit Dick Clark und American Bandstand die Stadt verlassen haben“.
Das Konzert mit Sun Ras Spirit of Jazz Cosmos Arkestra wurde für eine Fernsehserie namens All That Jazz aufgenommen, das mit kurzen Auszügen aus einem Sun-Ra-Interview in einem Voice-over-Music-Format überblendet wird. Kopien des Bandes waren seit langem unter Sammlern in verschiedenen Versionen im Umlauf – einige scheinbar vollständig, andere in gekürzter Form, einige falsch beschriftet und einige mit den Stücken mit falschen Titeln. Einige im Umlauf befindliche Tonbänder sind vom Juli 1978 datiert; andere nennen den Oktober als Aufnahmedatum, obgleich der Juli 1978 allgemein akzeptiert wird.
In Robert Campbells und Christopher Trents The Earthly Recordings of Sun Ra (2. Ausgabe, 2000) wird die Aufnahme unter Punkt Nr. 272 aufgeführt. Die meisten dort gegebenen Informationen seien korrekt, so Irwin Chusid in den Liner Notes, aber man konnte inzwischen noch einige Details klären. Angemerkt würde in der Diskographie: „[Ein] nicht identifizierter Alt[saxophon]ist ist definitiv nicht Danny Davis oder Pat Patrick; er hat ein bemerkenswertes Blues-Feeling und ist in ‚The Shadow World‘ und ‚Space Is the Place‘ — und wahrscheinlich auch in ‚Love in Outer Space‘ gut zu hören.“ Von Campbell und Trent wurde spekuliert, dass es Knoël Scott (=Noël Scott) gewesen sein könnte, von dem jedoch erst ein Jahr später (mit Strange Celestial Road) ein erster bestätigter Auftritt im Arkestra protokolliert ist.
In ihrer Einführung in der laufenden Sendung stellte Ann Mintz einzelne Arkestra-Mitglieder vor und nennt Byard Lancaster am Altsaxophon; doch sie versäumte es, die Hauptstütze, den Tenorsaxophonisten John Gilmore zu erwähnen, der nachweislich bei diesem Datum anwesend war. Lancaster ist für dieses Datum nicht in den Diskographie von Campbell/Trent aufgeführt – tatsächlich ist er nirgendwo im Musikerverzeichnis des Buches aufgeführt. Der in Philadelphia geborene Lancaster war jedoch jahrelang in der Jazzszene der Stadt bekannt, und eine Reihe von Nachrufen aus dem Jahr 2012 deuteten darauf hin, dass er mit Sun Ra gespielt habe, schrieb Irwin Chusid. Die beiläufige Erwähnung durch Mintz war offenbar übersehen worden, als dieser Auftritt von Campbell/Trent katalogisiert wurde.
Christopher Trent, darauf hingewiesen, hörte sich die WUHY-Aufführung noch einmal an und berichtete dann über seinen Höreindruck:
„Ich bin überzeugt – es ist Byard Lancaster an der Alt[saxophon]stimme. Ich war sofort beeindruckt von den Ähnlichkeiten zu Byards Sound auf Alben, die ich mir in letzter Zeit angehört hatte, insbesondere Documentation – The End of a Decade von 1979. Also, ja – die ‚unbekannten‘ Altsoli in ‚The Shadow World‘, ‚Space Is the Place‘ und ‚Love in Outer Space‘ sind meiner Meinung nach alles Lancaster.“
Mintz erwähnte in ihrer Ansage auch einen Schlagzeuger namens Ricky Joyce; dies sei ein weiterer Name, der in Ra-Diskographien nicht zu finden ist, meinte Chusid. Auch die Diskographie von Tom Lord listet den Musiker nicht. Chris Trent fügte hinzu: „Gilmore ist bei diesem Gig tatsächlich anwesend. Er hat seine üblichen Soli auf ‚Lights on a Satellite‘, ‚Limehouse Blues‘ und ‚Christopher Columbus‘. Bei den ersten beiden ist er leise im Mix [wiedergegeben], aber besser verstärkt bei ‚The Shadow World‘, bei dem er das erste Solo übernimmt – ein Tenor[saxophonspiel] im hohem Register, meist unbegleitet –, gefolgt von Danny Davis, der ebenfalls unbegleitet endet, und dann Lancaster.“
Obwohl Sun Ra die elektronischen Tasteninstrumente nie aufgegeben habe, sei er in der zweiten Hälfte der 1970er-Jahre oft zum akustischen Piano zurückgekehrt, in der wir eine Vielzahl von Solo-Klavieraufnahmen und Live-Auftritten sowie das Piano im Kontext des Arkestra finden, schrieb Irwin Chusid. Den WUHY-Mitschnitt zeige Ra, der einem seiner musikalischen Helden, dem großartigen (und viel vernachlässigten) Big-Band-Arrangeur Fletcher Henderson, mit dem Sun Ra Ende der 1940er-Jahre in Chicago zusammengearbeitet hatte, eine ausführliche Hommage erweise. Drei Henderson-Klassiker werden geboten: „Limehouse Blues“, „Christopher Columbus“ und „Big John’s Special“.
„There Are Other Worlds (They Have Not Told You Of)“, in einigen Kopien fälschlich als „Drifting in D-Flat“ bezeichnet, ist ein Stück, das 1979 auf dem Album Lanquidity erschien. In dieser Zeit wurde der Titel ziemlich ausgiebig von Sun Ra live aufgeführt, und er entwickelte oft radikal neue Arrangements für bestehende Werke, gelegentlich bis zu dem Punkt, an dem sie unkenntlich wurden. Trent lieferte dazu eine Hypothese: „Ich denke, das ist ‚There Are Other Worlds‘. Das von den Saxophonen gespielte Riff, bevor Michael Ray die Trompete einsetzt, klingt für mich genauso, wie es von Ensemblestimmen zu Beginn dieses Stücks auf Lanquidity gespielt wurde.“

## Titelliste
- Sun Ra: The Spirit of Jazz Cosmos Arkestra at WUHY, 1978

1. Invocation / Tapestry For An Asteroid / The World Is Waiting For The Sunrise / When There Is No Sun 12:10
2. Discipline 27 (With Ra Interview About Chaos) 3:41
3. Piano Interlude 3:22
4. Lights on a Satellite 4:03
5. Limehouse Blues (Tribute to Fletcher Henderson #1) (Douglas Furber, Philip Braham) 3:20
6. Christopher Columbus (Tribute to Fletcher Henderson #2) (Andy Razaf, Chu Berry) 9:14
7. There Are Other Worlds (They Have Not Told You Of) 7:49
8. Big John’s Special (Tribute to Fletcher Henderson #3) (Homer Henderson) 2:56
9. The Sound Mirror (With Ra Interview About Discipline) 9:07
10. Love in Outer Space (With Voiceover Comments & Ra Interview) 18:05
11. Satellites Are Spinning / Ra Interview / The Shadow World 24:01
12. Space Is the Place / Ra Interview / Closing Credits 10:39

Wenn nicht anders vermerkt, stammen die Kompositionen von Sun Ra.

## Rezeption
Das neun Minuten lange „Christopher Columbus“ sei „eine Killer-Version“ [des Swing-Klassikers], bemerkte Christopher Trent, „mit großartigen (wenn auch leicht off-mic) Beiträgen von John Gilmore, [Trompeter] Walter Miller“ und (wie man jetzt wisse) „Byard Lancaster.“